# Alejandra Lopera Quintanilla
Alejandra Lopera Quintanilla (n. Arequipa, 27 de septiembre de 1974 ), concertista peruana de flauta dulce y directora del Ensamble Barroco de Arequipa, uno de los principales grupos de música antigua del Perú. 

## Biografía
Inició los estudios de flauta dulce a la edad de siete años con Augusto Vera Béjar, y de piano a los 12 años con Maxime Windsor. Inició su carrera como solista a los 13 años presentándose en los Festivales de Jóvenes Solistas organizados por la Camerata de Lima desde 1988. En 1991 siendo aún escolar fundó el grupo El Ensamble Barroco de Arequipa. A los 17 años ingresó a la North Carolina School of the Arts, donde realizó estudios de composición con Sherwood Shaffer entre los años 1992 y 1994 y participó activamente en el ensamble de música antigua de la institución ofreciendo conciertos en el área de Carolina del Norte. En 1995 viajó a Italia para estudiar flauta dulce en el Conservatorio Luigi Cherubini de Florencia, donde se graduó con honores en 1997 y donde fue su maestro David Bellugi. Estudió también clavecín con la virtuosa clavecinista Anna Maria Pernafelli, discípula de Ralph Kirkpatrick. Posteriormente se graduó como licenciada en Artes en la Universidad Nacional de San Agustín (2002).Ha sido solista con las principales orquestas del país como Orquesta Sinfónica Nacional (1998.2003), Orquesta Filarmónica de Lima (1994), orquesta del Festival Internacional Bela Bartok (1999), y Orquesta Sinfónica de Bahía Blanca (2006), Argentina y Orquesta Sinfónica Municipal del Alto, Bolivia (2008) y Orquesta Sinfónica de Arequipa casi anualmente desde 1991. Ha ofrecido recitales como solista Arequipa, Lima, Cusco, Tacna, La Plata, Bahía Blanca, (Argentina) Florencia, Borgo San Lorenzo ( Italia), La Paz, Santa Cruz (Bolivia) y en varias ciudades de Carolina del Norte y Carolina del Sur (EE. UU.), en estas últimas ciudades junto a la clavecinista Karen Jacob y el conjunto Carolina Pro Música en sus temporadas 2001 y 2006. 
Ganadora del Premio Southern Perú al Talento Musical 1999 y del I Concurso Nacional de Conciertos 1994. Ha sido becada en tres ocasiones (1998, 2003,2005) para asistir a los cursos de Virtuosismo y Academia Barroca del Amherst Early Music Festival donde ha recibido clases maestras de los principales flautistas a nivel mundial. 
Desde 1998 es docente de la Escuela de Artes de la Universidad Nacional de San Agustín de Arequipa.

## El Ensamble Barroco de Arequipa
Formado en 1991 por su directora la flautista Alejandra Lopera Quintanilla. El conjunto interpreta música instrumental y vocal latinoamericana y europea de los siglos XVII y XVIII, tiene formaciones variables de instrumentistas y cantantes según el repertorio. Se ha presentando en los principales auditorios de Arequipa. Lima, Cusco y Tacna y en importantes escenarios de La Paz (Bolivia). Entre los años 2003 y 2009 se presentó con en los Festivales Internacionales de Música Antigua y Barroca organizados por la Pontificia Universidad Católica del Perú, ha representado al Perú en el IV y V Encuentro Internacional Sobre el Barroco (La Paz, Bolivia, 2007 y 2009) y en el VII [Festival Internacional de Misiones de Chiquitos].

## Discografía
- Ensamble Barroco de Arequipa
  - “Mañana Barroca” (2000),
  - “Fantasie & Stravaganze” (2003)
  - “ De los Trofeos de Amor la Música es el Mayor” (2006)
  - “Conciertos de Brandeburgo Nº4 y 5” (2007)
  - “Mañana Barroca II” (2008)
- Dúo Lopera
  - “Le Rossignol en Amour” (2002)
- Otras Grabaciones
  - “Recital of Recorder and Harpsichord”, con la clavecinista Karen Jacob (2002)
  - “Bridges from Europe to Perú” con Carolina Pro Música (2002)

## Publicaciones
- “Canzona Nova” para flauta dulce y clavecín (2003)
- “Logoterapia: Cuaderno de Poesía Inútil” (Antología Poética) (2007)